# Aristea djalonis
Aristea djalonis là một loài thực vật có hoa trong họ Diên vĩ. Loài này được A.Chev. ex Hutch. miêu tả khoa học đầu tiên năm 1936.